# Cronoscalata Catania-Etna
La Catania-Etna (dal 1969 al 1972 Corsa dell'Etna) è una competizione automobilistica, più precisamente una cronoscalata, che si svolge annualmente in provincia di Catania. È valida per il Trofeo Cronosprint. Viene organizzato dall'Automobile Club d'Italia di Catania.

## Storia

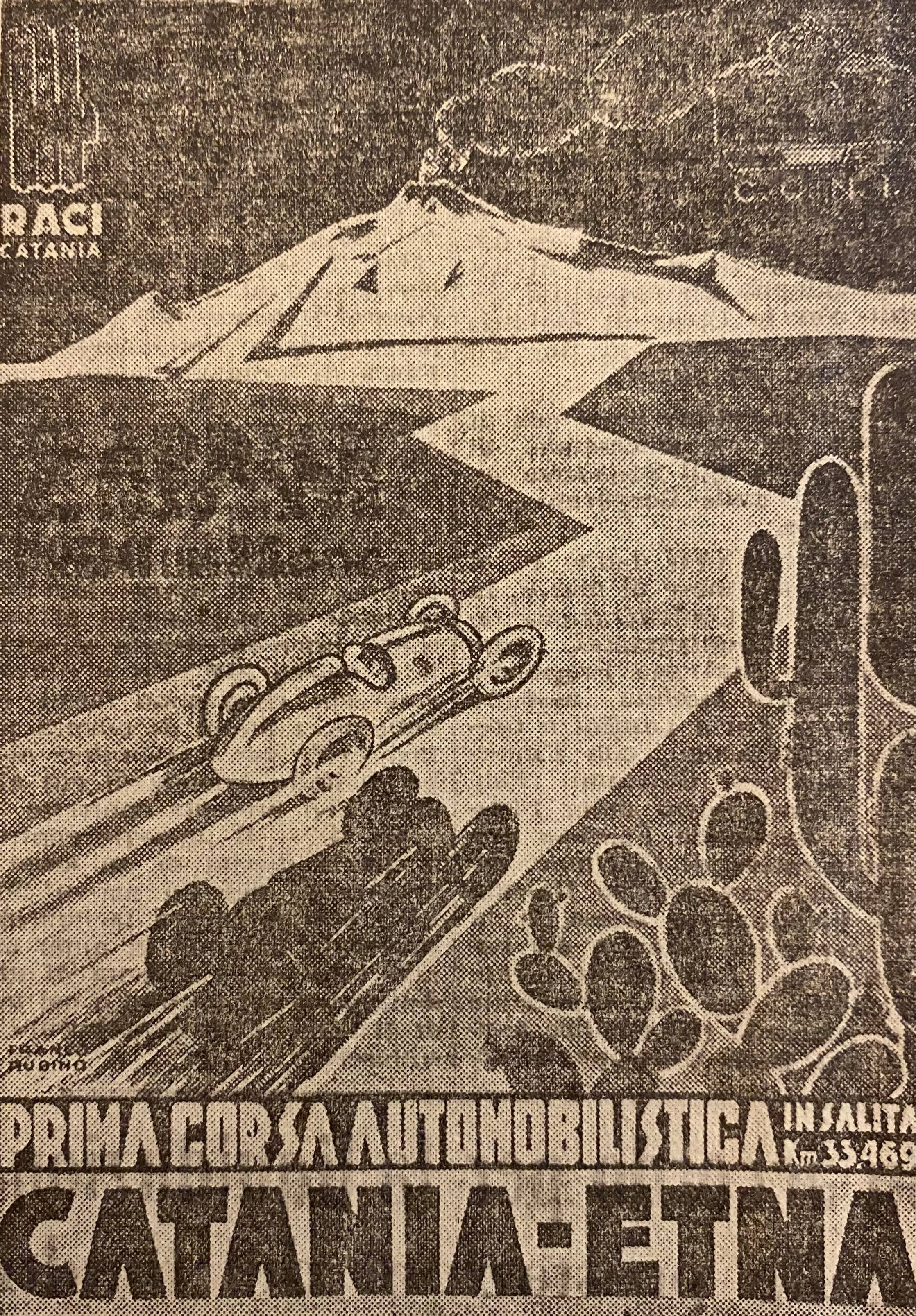
La locandina dell'edizione 1939

La prima edizione fu organizzata l'8 giugno 1924 dall'Unione Sportiva Catanese (antenata della squadra di calcio di Catania) e si svolse tra la Piazza Duomo di Catania e Zafferana Etnea passando per la Barriera del Bosco, Battiati, San Giovanni La Punta, Trecastagni, Viagrande e Fleri. Negli anni il tragitto ha subito varie modifiche: dal 1939 si arrivava alla casa cantoniera dopo Nicolosi; dal 1969 il percorso diventò Nicolosi-rifugio Sapienza; dal 1973 addirittura ci fu il trasferimento all'autodromo di Pergusa; dal 1980 si tornò sull'Etna, dalla casa cantoniera di Nicolosi a Piano Bottara grazie all'unione delle tre scuderie Catania Corse, Puntese ed Etna e a Italo Cultrera.
Interrotta nel 1983 a seguito della colata lavica che invase la Strada provinciale 92, la Corsa venne ripristinata nel 1995 su iniziativa del presidente della Provincia Nello Musumeci, che riaprì al traffico anche la strada interrotta. La partenza era situata nel viale della Regione di Nicolosi, ma a causa della pericolosità della prima curva (viale della Regione angolo via Etnea), è stata spostata ai "Pini", accanto alla pista di pattinaggio su ghiaccio. L'arrivo, invece, era al Bivio San Leo. Nel 2004, con la modifica della legge regionale voluta dallo stesso Musumeci e proposta dal deputato Gino Ioppolo, venne autorizzata la gara su un percorso di quasi dieci chilometri, sempre sulla Nicolosi-Rifugio Sapienza.
L'organizzazione della gara, affidata negli anni Novanta al "Team Palikè", dal 2003 è curata dall'Aci di Catania. La gara del 2010, già caratterizzata dalla disputa di una sola manche di prove a causa della nebbia nella parte alta del percorso e di ritardi dovuti alla pulizia della pista e al soccorso di un pilota infortunato, è stata annullata dopo che, nel corso delle salite delle vetture E3, la Renault Clio Williams di Rocco Russo a causa di un problema meccanico andava a scartare violentemente verso un muro sul lato destro della strada, centrandolo ed investendo due incauti spettatori posizionati dietro di esso, che sono rimasti seriamente feriti. Uno dei due astanti è poi deceduto nella notte seguente a causa delle gravissime lesioni riportate. Rimase illeso il pilota.
La gara venne così sospesa sine die dall'edizione del 2010 fino alla ripresa con l'edizione del 2021.

## Albo d'oro

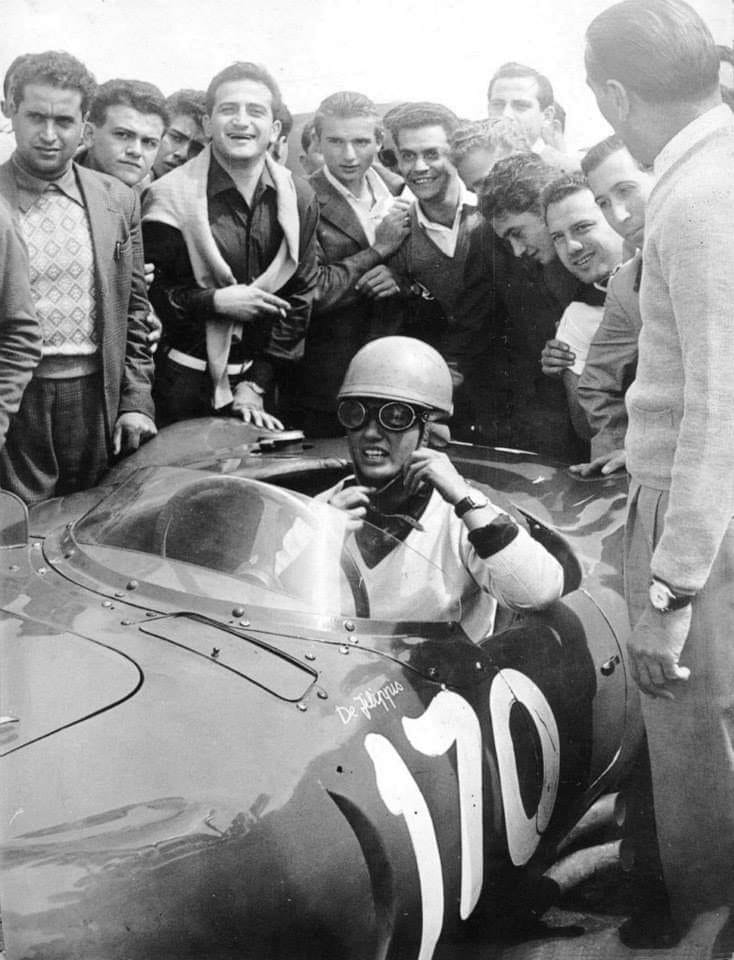
Maria Teresa de Filippis, 1955

- Avvenne un'edizione 0 nel 1923 che vide vincitore Paolo Catania su Nazzaro[5] e che ebbe come nomenclatura "Catania-Trecastagni".

Non si sono disputate gare dal 1925 al 1929, dal 1932 al 1938, dal 1940 al 1946, nel 1957 e 1958, dal 1964 al 1966, nel 1971, 1978 e 1979 e dal 2011 al 2020 (cinque edizioni furono disputate a Pergusa), dal 1983 al 1994 e nel 2003.
- - 1924: Salvatore Ignoto su Ceirano (18' 14" 4, 24 km)
- - 1931: Alfio Parlato su Alfa Romeo 1750 (17' 19" 6)
- - 1939: Lotario Rangoni su Alfa Romeo 2300 (20' 23", 29 km)
- - 1947: Giovanni Rocco su Alfa Romeo 2300 (20' 24", 33,5 km)
- - 1948: Luigi Bellucci su Lancia Aprilia Sport 1500 (22' 28" 4, 33 km)
- - 1949: Pasquale Placido su Stanguellini (23' 09" 1)
- - 1950: Giovanni Bracco su Ferrari (20' 45")
- - 1951: Piero Scotti su Ferrari 2560 (21' 37")
- - 1952: Piero Scotti su Ferrari 4100 (21' 26" 2)
- - 1953: Eugenio Castellotti su Lancia D24 (19' 13" 3)
- - 1954: Piero Taruffi su Lancia D24 (19' 13" 2)
- - 1955: Maria Teresa de Filippis su Maserati 2000 (21' 24" 4, 38 km)
- - 1956: Luigi Bellucci su Maserati 2000 (21' 48" 5)
- - 1959: Nino Vaccarella su Cooper Maserati (17' 56" 2, 33 km)
- - 1960: Mennato Boffa su Maserati 2000 (18' 17" 4)
- - 1961: Mennato Boffa su Maserati 2000 (18' 01" 7)
- - 1962: Odoardo Govoni su Maserati (17' 12" 2)
- - 1963: Odoardo Lualdi su Ferrari (14' 46" 1, 28,2 km)
- - 1967: Spartaco Dini su Alfa Romeo Giulia GT (n.d., 33 km)
- - 1968: Salvatore Calascibetta su Abarth 1000 (17' 48" 6)
- - 1969: Ignazio Capuano su Porsche 910 (9' 30", 18 km)
- - 1970: Domenico Scola su Abarth 2000 (9' 12" 7)
- - 1972: Domenico Scola su Chevron B/21 (9' 01" 8)
- - 1973: Pasquale Barberio su Lola Abarth - Pergusa
- - 1974: Angelo Giliberti (The king) su Alpine Renault - Pergusa
- - 1975: Pasquale Barberio su Osella Pa/3 - Pergusa
- - 1976: Enrico Grimaldi su Osella Pa/4 - Pergusa
- - 1977: Eugenio Renna (Amphicar) su Osella Pa/5 - Pergusa
- - 1980: Mario Casciaro su Lola Bmw (5' 24" 13, 10,2 km)
- - 1981: Enrico Grimaldi su Osella Pa/9 (5' 15" 78)
- - 1982: Mario Casciaro su Lola Toleman (5' 16" 63, 10,3 km)
- - 1995: Enrico Grimaldi su Osella Pa/9 (4' 03" 31, 10,6 km)
- - 1996: Angelo Palazzo su Gisa Alfa Romeo (4' 04" 28)
- - 1997: Giovanni Cassibba su Osella Pa20 BMW (3' 56" 85)
- - 1998: Giovanni Cassibba su Osella Pa20 (1' 54" 50, 5,3 km)
- - 1999: Enrico Grimaldi su Osella Pa20s/99 Honda (3' 26" 88, 10 km)
- - 2000: Fabrizio Fattorini su Osella Pa20s/99 Honda (3' 57" 77, 9,4 km)
- - 2001: Andrea Raiti su Osella Pa20s BMW (4' 14" 75)
- - 2002: Andrea Raiti su Osella Pa20s BMW (3' 54" 44)
- - 2004: Fabrizio Fattorini su Osella Pa21 Honda (3' 58" 54, 9,2 km)
- - 2005: Giovanni Cassibba su Osella BMW (4' 01" 26)[6]
- - 2006: Carmelo Scaramozzino su Breda Racing BMW CN 3000 (3' 57" 62)
- - 2008: Carmelo Scaramozzino su Breda Racing BMW E2 B 3000 (3'57"537)
- - 2009: Carmelo Scaramozzino su Lola Zytek (3'49"867)
- - 2010: Interrotta dopo il passaggio delle Storiche e delle Minicar a causa dell'incidente di Rocco Russo e per motivi di ordine pubblico.
- - 2021: Domenico Capuano su Radical (Si è disputata la 46ª edizione dal 21 al 23 maggio 2021, dopo la lunga pausa durata 11 anni[7]).
- - 2022: Luca Caruso su Norma M20Fc 2000